# De Duif (molen)
De Duif is een korenmolen in Nunspeet in de Nederlandse provincie Gelderland.
De molen werd in 1886 gebouwd op de plek waar een vorige molen was afgebrand. Deze voorganger was ook al een opvolger van een afgebrande standerdmolen. De huidige beltmolen werd in 1963 en 1982 gerestaureerd.
De roeden van de molen hebben een lengte van 23 meter en zijn voorzien van het Oudhollands gevlucht met zeilen. De inrichting bestaat uit één koppel maalstenen. De voormalige eigenaar laat de molen wekelijks op vrijwillige basis draaien. In 1999 heeft de molenaar de molen aan een andere particuliere eigenaar verkocht.
Elk jaar vinden rondom de molen diverse activiteiten plaats zoals Midwintersnertwandeling, Lentemarkt, Kofferbakverkoop, Pompoenenmarkt, Nationale monumentendag, en op de 1e zaterdag van oktober een Boerenlanddag.